# Louis Poyet
Pour les articles homonymes, voir Poyet.
Louis Poyet (Saint-Étienne, 1846 - Boulogne-sur-Seine, 1913) est un dessinateur, graveur et illustrateur français, connu pour son travail aux côtés des vulgarisateurs scientifiques à partir de la fin du XIXe siècle.
Il ne doit pas être confondu avec son neveu, le photographe Jean Poyet.

## Biographie
Né dans une famille de passementiers stéphanois, Louis Poyet monte à Paris, ouvre un atelier de gravure et commence à travailler dès 1877 pour Gaston Tissandier comme illustrateur-graveur de vignettes pour la revue La Nature où il restera jusqu'à sa mort : il signe « Poyet » et parfois « L. Poyet ».
Son atelier compte jusqu'à 40 artisans, travaillant principalement sur bois de bout.
En 1884, paraît chez Charles Masson, un ouvrage intitulé Les Récréations scientifiques ou l'enseignement par les jeux, regroupant les rubriques du même nom parues dans La Nature, et qui connaît un franc succès.
En 1889, il collabore aux côtés de Tom Tit (pseudonyme de l'ingénieur Arthur Good) aux rubriques de sciences récréatives dans L'Illustration : un premier volume sort aux éditions Larousse cette année-là, La Science amusante, 100 expériences, accompagné de 115 vignettes, suivi en 1890 et 1893 de deux nouvelles éditions, puis de deux nouveaux volumes. Le succès de cette série est important : des traductions sont vendues dès 1891 en Espagne, en Angleterre et bientôt aux États-Unis, en Scandinavie, en Russie. Il existe près de 59 éditions différentes de ces trois volumes, jusque dans les années 1920.
Poyet est aussi illustrateur et graveur d'images industrielles pour la collection Les Grandes usines publiée par Michel Lévy (1876-1881).
Son atelier est repris par deux de ses trois fils, Roger et Raphaël, en 1913 sous le nom de « Poyet Frères ».

## Galerie

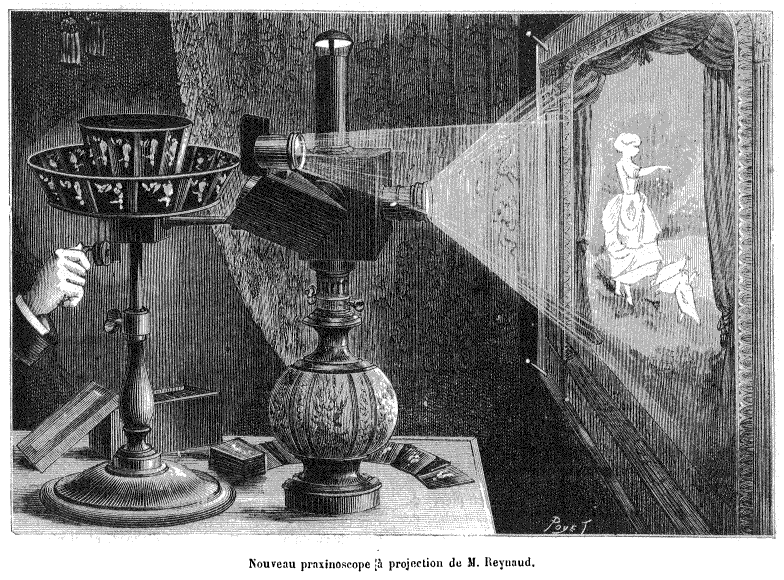
Le praxinoscope à projection d'Émile Reynaud (La Nature no 492, 1882).
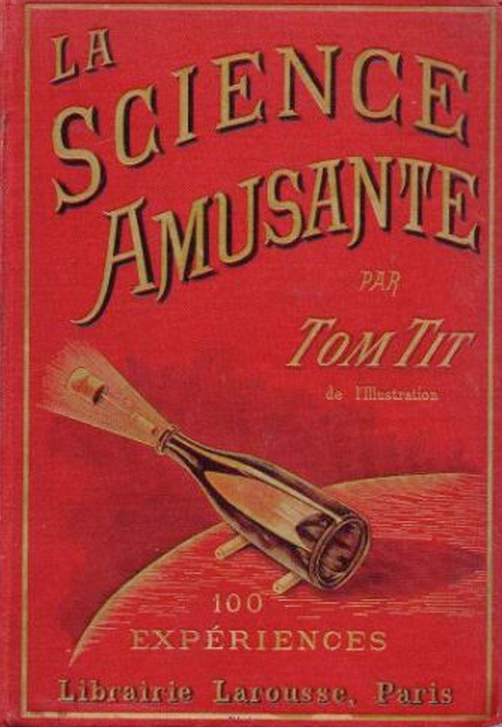
Couverture de La Science amusante, tome 1, édition de 1893.